# عبدالمحمد روح‌بخشان
عبدالمحمد روح‌بخشان (۱۳۱۷ در بروجرد - ۲۲ اسفند ۱۳۹۰ در تهران)، پژوهشگر، روزنامه‌نگار، مترجم و ویراستار ایرانی‌ست. او آثار خود را به نام‌های عبدالمحمد روح‌بخشان، عبدالحمید روح‌بخشان، علی‌محمد روح‌بخشان، ع. روح‌بخشان و آزاد بروجردی منتشر می‌کرد.

## زندگی
خانه پدری‌اش در محله ناسکدین واقع بود. او در رشته حقوق و ادبیات فرانسه به تحصیل پرداخت و پس از آن دوره‌های آموزشی باستان‌شناسی و تاریخ را در سوئیس گذراند. وی سال‌ها به کار روزنامه‌نگاری مشغول بود و از جمله روزنامه‌نگارانی بود که با آیت‌الله خمینی در پاریس مصاحبه کرد و این مصاحبه در روزنامه کیهان به چاپ رسید. روح‌بخشان پس از سالها ممنوع القلم بودن در مرکز نشر دانشگاهی مشغول شد و به ویراستاری و انتشار مجله لقمان به زبان فرانسه می‌پرداخت. او همچنین تألیف بخش «کتاب‌های تازه» را در مجله «نشر دانش» بر عهده داشت.
از آثارش می‌توان به ترجمه کتاب جلوه‌های هنر پارسی، فرنگ و فرنگی در ایران، مقدمه‌ای بر تصحیح تذکرةالاولیا، ایران فتحعلیشاهی، ویراستاری کتابهای قرائت متون فرانسوی، مکالمه ژاپنی، چکیده‌های ایران‌شناسی جلد ۲۱–۲۰ (سال ۱۳۷۷–۱۳۷۶) اشاره کرد.
او ساعت یک بامداد روز دوشنبه ۲۲ اسفند ۱۳۹۰ در سن ۷۳ سالگی دارفانی را وداع گفت و در ۲۴ اسفند به خاک سپرده شد. از آثار او، می‌توان به هفتصد مقاله در نشریات و کتب تألیفی و ترجمه مانند جلوه‌های هنر پارسی، مقدمه‌ای بر تصحیح تذکره الاولیای عطار، ویرایش و ترجمه یونانیان و بربرها، فرنگ و فرنگی در ایران، ایران فتحعلیشاهی، ویراستاری کلیله و دمنه بر اساس کتابتی نویافته از قرن سیزدهم اشاره کرد.
روح‌بخشان یک سال پیش از مرگش به بیماری دچار شد و کتابخانه مجلس بخشی از کتابخانه شخصی او را که حاوی بیش از ۱۲ هزار کتاب ارزشمند بود و آثار مهم حوزه ایران‌شناسی به زبان فرانسه هم در آن به چشم می‌خورد، خریداری کرد.